# علاوية
الطريقة العلاوية البوزيدية الدرقاوية الشاذلية هي أحد الطرق الصوفية القائمة على الكتاب و السنة أسسها الشيخ سيدي أحمد العلاوي المستغانمي خلفا لطريقة شيخه سيدي محمد بن الحبيب البوزيدي المستغانمي و أنتشرت هذه الطريقة في كامل أنحاء بلاد المسلمين وبعد وفاة الشيخ العلاوي خلفه مريده الشيخ محمد بن خليفة المشهور المدني المديوني من عمل المنستير بالجمهورية التونسية و الذي بدوره خلفه مريده الشيخ العلامة و القطب الفهامة الزيتوني الأستاذ سيدي إسماعيل بن عثمان الهادفي في ولاية توزر وبعد وفاته سنة 1994 م شهدت الطريقة خلفا حول منصب الشيخ حيث تولى الخلافة من بعد الشيخ إسماعيل الشيخ بلڨاسم بلخيري العبيدي بالرديف توفي سنة 2022م و خليفته الشيخ وليد النعماني التوزري رئيس مؤسسة سيّدي الشيخ بالجمهورية التونسية
و كان أيضا خلفا الشيخ اسماعيل الهادفي الشيخ عبد الغني بوبكر الخياري بدڨاش توزر و الشيخ فتحي السلامي بالقيراون و الشيخ الحسني المنصري بأولاد منصر و الشيخ فرحات الطاهر بدڨاش .[بحاجة لمصدر] وهذه الطريقة يشترط فيها إتباع الشيخ الحي حتى ينهل منه مريدوا التصوف ويأخذ بأيديهم في المعرفة و السير إلى الله.

## أماكن الانتشار
تنتشر هذه الطريقة في شرق الجمهورية الجزائرية والمغرب وكامل تراب الجمهورية التونسية والحبشة والحجاز وفلسطين وسوريا، ودول أوروبية مثل بريطانيا وهولندا وفرنسا.

## ورد الطريقة الإسماعيلية المدنية العلاوية العام
هذا هو الورد الذي ألزم به الأستاذ المربي المريدين في حياته واتبعه مشايخ الطريقة من بعده في سائر زواياه. هذا الورد مستمد من كتاب الله وسنّة نبيّه يشتمل على تلاوة للقرآن . كان يقرؤه الشيخ أحمد العلاوي كلّ يوم في زاويته جماعة بعد صلاتي الصبح والمغرب ولم يكن ليترك ذلك في حال من الأحوال كالسفر والمرض والزيارة والضيافة. وكذلك هو الحال اليوم من مشايخ الطريقة فإنهم ومع كبر سنّهم لايتروكون تلاوة الورد في حال من الأحوال. وكذلك «مريد الله الصادق» يحافظ على ورده لأنه عهد مع الله وهو بذلك يكون متّصلا بسلسلة أولياء الطريقة. وما يلي نص الورد:
- بسم الله الرحمن الرحيم، ثم يقْرأ المُريدُ سورة الواقعة ثُمَّ يقُول: (سُبْحَانَ رَبِّكَ رَبِّ العِّزَّةِ عَمَّا يَصِفُونَ وَ سَلامٌ عَلَى المُرْسَلِينَ وَ الحَمْدُ للهِ رَبِّ العَالمِينَ)
- يدعو المريدُ بعد ذلك اللهَ سُبحانه وتعالى بما شاء من الدعاء، ثمّ يقُول: الَّهـُمّ يـَا مَنْ جَعلْتَ الصلاة على النّبِيِّ من القُرُباتِ، أتَقرَّبُ إليكَ بِكُلِّ صلاةٍ صُلِّيَتْ عليه من أوَّلِ الّنَشْأةِ إلى ما لا نِهايََةَ لِلْكمـالاتِ (ثـلاث مرّات)
- (سُبْحَانَ رَبِّكَ رَبِّ العِّزَّةِ عَمَّا يَصِفُونَ وَ سَلامٌ عَلَى المُرْسَلِينَ وَ الحَمْدُ للهِ رَبِّ العَالمِينَ)
- ثُمَّ يقُول: أَعوذُ بالله مِن الشَيْطَانِ الّرَجِيم ِبْسمِ الله الَّرحْمَانِ اَّلَرحِيمِ ِبْسمِ الله الَّرحْمَانِ اَّلَرحِيمِ ِبْسمِ الله الَّرحْمَانِ اَّلَرحِيمِ ((وَ مَا تُقَدِّمُـوا لأِنْفُسِكُمْ مِنْ خَيْرٍ تَجِدُوهُ عِنْد اللهِ هُوَ خَيْرًا وَ أَعْظَم أَجْرًا ، واِسْتَغْفِرُواْ اللهَ ، إنَّ اللهَ غَفُورٌ رَحِيـمٌ)) أسْتَغْفِرُ اللهَ (تِسْعةٌ وَ تِسْعُونَ مَرّة) أسْتَغْفِرُ اللهَ العَظِيمَ الّذِي لا إله إلاّ هُوَ الحي القَيوم وَ أَتُوبُ إليهِ (مَرّةً واحدة لِختْمِ المِئة)
- (إنَّ اللهَ وَ مَلآئِكَتَهُ يُصَلُّونَ عَلَى الّنَبِيِّ، يَآأَيُّهَا الذِينَ آمَنُوا صَلُّواْ عَلَيْهِ وَ سَلِّمُواْ تَسْليمًا) الـَّهُـمَّ صَلِّي عَلَى سَيِّدِنَا مُحَمَّدٍ عَبْدِكَ وَرَسُولِكَ النَّبِيِّ الأُمِيِّ وَ عَلَى آلِهِ وَصَحْبِهِ وَ سَلِّمْ (تِسْعةٌ وَ تِسْعُونَ مَرّة) الـَّهُـمَّ صَلِّي عَلَى سَيِّدِنَا مُحَمَّدٍ عَبْدِكَ وَرَسُولِكَ النَّبِيِّ الأُمِيِّ وَ عَلَى آلِهِ وَصَحْبِهِ وَ سَلِّمْ تَسْلِيمًا (مَرّةً واحدة لِختْمِ المِئة)
- (شَهِدَ اللهُ أَنَّهُ لاَ إِلَهَ إلاَّ هُوَ وَ المَلآئِكَةُ وَ أُولُواْ العِلْمِ قَآئِمًا بِالقِسْطِ ، لاَ إلَهَ إلاَّ هُوَ العَزِيزُ الحَكَيمُ ، إِنَّ الّدِينَ عِنْدَ اللهِ الإسْلاَمُ) لاَ إلَهَ إلاّ اللهُ وَحْدَهُ لاَ شَرِيكَ لَهُ ، لَهُ المُلْكُ وَ لَهُ الحَمْدُ وَ هُوَ عَلَى كُلِّ شَيْءٍ قَدِيرٌ (تِسْعةٌ وَ تِسْعُونَ مَرّة) لاَ إلَهَ إلاّ اللهُ ، سَيِّدُنَا مُحَمَّدٌ رَسُولُ اللهِ صَلََّّى اللهُ عَلَيْهِ وَ سَلَّمَ (مَرّةً واحدة لِختْمِ المِئة)
- (الله لطيف بعباده يرزق من يشاء و هو القوي العزيز) يا لطيف (مائة مرة)
- (اللهم يا وهاب) يا وهاب (مائة مرة)

ثُمَّ يقْرؤ المُريدُ سُورَةَ الإِخْلاَصِ (ثلاث مرّات) ويدعواللهَ سُبحانَهُ وَ تَعالى بما شاء من الدعاء.
- ثمّ يختم بِـ: الّصَلاةُ والّسَلامُ عَليكَ يَا سَيّدنَا يَا حَبيبَ اللهِ ، الّصَلاةُ والّسَلامُ عَليكَ يَا سَيِّدنَا يَا نَِبيَّ اللهِ ، الّصَلاةُ والّسَلامُ عَليكَ يَا سَيّدنَا يَا رَسُولَ اللهِ ، ألفُ ألفِ صَلاةٍ وألفُ ألفِ سَلامٍ ، صَلَّى اللهُ عَليكَ وَ عَلَى آلِ بَيْتِكَ وَ أصحابِكَ يَا أَكْرَمَ اَلخَلْقِ عِنْدَ اللهِ ((سُبْحَانَ رَبِّكَ رَبِّ العِّزَّةِ عَمَّا يَصِفُونَ وَ سَلامٌ عَلَى المُرْسَلِينَ وَ الحَمْدُ للهِ رَبِّ العَالمِينَ))

## وصلات خارجية
- الاستماع إلى الورد العام من تلاوة جماعيّة بالزّاوية العلاوية
- موقع التصوف، يعني بطريقة الشيخ أحمد العلاوي
- حياة الشيخ أحمد العلاوي بقلمه
- موقع أحباب الشيخ أحمد العلاوي نسخة محفوظة 26 نوفمبر 2008 على موقع واي باك مشين.